# Leese (Allemagne)
Leese est une municipalité allemande du land de Basse-Saxe et l'arrondissement de Nienburg/Weser. En 2014, elle comptait 1 662 habitants.

## Source
- (de) Cet article est partiellement ou en totalité issu de l’article de Wikipédia en allemand intitulé « Leese » (voir la liste des auteurs).